# Протогенея (дочь Девкалиона)
Протогенея (др.-греч. Πρωτογένεια «перворождённая») — персонаж древнегреческой мифологии. Дочь Девкалиона и Пирры. От Зевса родила Аэтлия; либо также Этола. Её именем назван первый город в мире.
В честь Протогенеи назван астероид (147) Протогенея, открытый в 1875 году.